# Robert Marinier
Pour les articles homonymes, voir Marinier.
Robert Marinier, né en 1954 à Sudbury, est un dramaturge franco-ontarien.

## Biographie
Après ses études en interprétation à l’École nationale de théâtre du Canada, il poursuit sa formation en création dramatique aux Ateliers Alain Knapp à Paris. Il œuvre au théâtre depuis plus de quarante ans en démontrant une grande polyvalence : il écrit, joue, fait de la mise en scène et agit régulièrement en tant que conseiller en dramaturgie. Il est l’auteur d’une dizaine de pièces, dont À la gauche de Dieu et L’Insomnie, mise en lice pour le Prix Trillium en 1997 et le Prix du Gouverneur général en 1998. En 2022, il a obtenu le Prix Trillium dans la catégorie de la littérature de langue française pour sa pièce Un conte de l'apocalypse.
Récipiendaire du Prix Théâtre Le Droit 1996 et le prix de la personnalité théâtrale de l’année 1997 pour Théâtre Action, il était auteur en résidence en 1997-1998 au Festival International des Théâtres Francophones en Limousin. Il a aussi joué dans L’Homme invisible (Patrice Desbiens), une production du Théâtre de la Vieille 17.

## Thématique et esthétique
Dans La Tante, pièce créée en 1981 au Théâtre du Nouvel-Ontario, Robert Marinier propose une intrigue où deux cousins manigancent chacun tout en subissant une existence ultra-catholique et monotone, dans l'attente de l'héritage de leur tante qui ne semble pas vouloir mourir et, de surcroît, embauche une gouvernante dont il faudra se faire une alliée, sans trop être sûr du résultat.

## Œuvres
- 1981 - La Tante, Sudbury, Éditions Prise de parole
- 1983 - Lafortune et Lachance. L'Anti photo-roman
- 1984 : L'Inconception, Sudbury, Éditions Prise de parole
- 1985 : Les Rogers, avec Robert Bellefeuille et Jean Marc Dalpé, Sudbury, Éditions Prise de parole
- 1992 : Deuxième souffle, avec Dan Lalande, Sudbury, Éditions Prise de parole
- 1996 : L'Insomnie, Sudbury, Éditions Prise de parole, Finaliste pour le Prix Trillium et pour le Prix du Gouverneur général, catégorie théâtre, Prix Le Droit
- 1998 : À la gauche de Dieu, Sudbury, Éditions Prise de parole
- 2001 : Contes sudburois, avec Jean Marc Dalpé, Robert Dickson, Paulette Gagnon, Michael Gauthier et Brigitte Haentjens, Sudbury, Éditions Prise de parole
- 2005 : Épinal, Sudbury, Éditions Prise de parole, Finalistes du prix Trillium et du Prix de Poésie Trillium
- 2021 : Un conte de l'apocalypse, Sudbury, Éditions Prise de parole, Lauréate du Prix littéraire Trillium